# 尹羲
尹羲（1920年—2004年），原名尹素贞，艺名小金凤，女，广西桂林人，中国桂剧表演艺术家，桂剧四大名旦之一，中国戏剧家协会理事，第二、三、四、五、六届全国政协委员。